# Concepción (Paraguay)
Concepción è una città del Paraguay, capoluogo del dipartimento omonimo.

## Geografia
Concepción è situata sulla riva sinistra del fiume Paraguay a 420 km a nord dalla capitale nazionale Asunción.

## Storia
Fu fondata nel 1773 dal governatore Agustín Fernando de Pinedo. La città fu fondata nel nord paraguayano per contenere l'avanzata dei Portoghesi verso le terre conquistate dalla Spagna. Per 40 anni fu una cittadella militare. La grande estensione del suo territorio fece in modo che la Colonia spagnola elargisse le sue terre ai militari a suo servizio, creando così fin dagli albori della sua storia vasti latifondi terrieri, la cui struttura si è mantenuta fino ai nostri giorni.
L'arrivo di immigrati italiani, siro-libanesi e catalani diede impulso allo sviluppo del porto commerciale. Nei primi decenni del XX secolo la città ha acquisito il suo attuale profilo architettonico.

## Società

### Popolazione
Al censimento del 2002 la città contava una popolazione urbana di 44.070 abitanti (73.210 nel distretto).

### Religione
La città è sede della diocesi di Concepción en Paraguay, istituita il 1º maggio 1929 e suffraganea dell'arcidiocesi di Asunción.

## Infrastrutture e trasporti
Concepción è attraversata dalla strada nazionale 5, che unisce la regione del Chaco Boreal all'est del Paese alla frontiera con il Brasile.